# Válka s mloky (opera)
Válka s mloky je opera o dvou dějstvích českého skladatele Vladimíra Franze na libreto Rostislava Křivánka, napsané na motivy stejnojmenného románu Karla Čapka. Vznikla v roce 2005 na objednávku pražského Národního divadla, které ji poprvé uvedlo v roce 2013 na scéně Státní opery.
Operu u Franze s daným námětem objednali Daniel Dvořák s Jiřím Nekvasilem pro Národní divadlo. Franz ji napsal v době od ledna do května 2005. Na jaře 2012 pak rozhodl vedoucí opery Rocc o jejím nastudování. Libreto napsal Rostislav Křivánek, využil při tom také tří písňových textů Jiřího Suchého z roku 1980, kdy Suchý plánoval na námět Války s mloky napsat hudební představení (tyto texty v prvním nastudování zpívá Petr Kotvald).

## Osoby a první obsazení
| osoba                                                                           | hlasový obor         | premiéra (10.1.2013)                             |
| ------------------------------------------------------------------------------- | -------------------- | ------------------------------------------------ |
| Fred Dalton, pošťák                                                             | tenor                | Václav Sibera                                    |
| Minnie Lascottová, jeho dívka                                                   | soprán               | Maria Kobielska                                  |
| Olivier Lascott, její otec, delegát Salamander Syndikátu a ředitel ropných vrtů | baryton              | Ivan Kusnjer (v repríze též Richard Haan)        |
| Jensen, bývalý námořník                                                         | bas                  | Roman Vocel                                      |
| Jackson, majitel dragstoru                                                      | baryton              | Jiří Kubík (v repríze též Jiří Brückler)         |
| Charles Brownell, dělník na ropných vrtech                                      | bas                  | Ivo Hrachovec (v repríze též Adam Leftwich)      |
| James Holton, dělník na ropných vrtech                                          | tenor                | Jiří Hruška (v repríze též Jan Markvart)         |
| Paní Hamiltonová                                                                | mezzosoprán          | Galia Ibragimova (v repríze též Sylva Čmugrová)  |
| Bobby Hamilton, její syn                                                        | chlapecký soprán     | Petr Hais (v repríze též Lukáš Vorel)            |
| Chief Salamander                                                                | mezzosoprán          | Galia Ibragimova (v repríze též Sylva Čmugrová)  |
| Poseidón / Billy Bingo, zpěvák populární hudby                                  | pop tenor            | Petr Kotvald                                     |
| Zpěvák skupiny Salamandři, zpěvák heavy metalu                                  | tenor                | Lukáš Frýda                                      |
| Najáda                                                                          | soprán               | Markéta Panská (v repríze též Gabriela Pešinová) |
| Konferenciér                                                                    | mluvená role         | Martin Zbrožek                                   |
| Dirigent:                                                                       | Dirigent:            | Marko Ivanović (v repríze též František Drs)     |
| Režie:                                                                          | Režie:               | David Drábek                                     |
| Choreografie:                                                                   | Choreografie:        | Henrieta Hornáčková                              |
| Scéna:                                                                          | Scéna:               | Šimon Caban                                      |
| Kostýmy:                                                                        | Kostýmy:             | Simona Rybáková                                  |
| Hudební nastudování:                                                            | Hudební nastudování: | Marko Ivanović                                   |
| Světelný design:                                                                | Světelný design:     | Pavel Dautovský                                  |
| Sbormistr:                                                                      | Sbormistr:           | Tvrtko Karlovič                                  |
| Dramaturgie:                                                                    | Dramaturgie:         | Pavel Petráněk                                   |

## Děj opery

### 1. dějství
(1. obraz – Morgan Bay, dragstor u Jacksona) V Jacksonově podniku, drogerii kombinované s hospodou, popíjí několik lidí, mezi nimi starý mořský vlk Jensen, který vzpomíná na své plavby. Paní Hamiltonová přichází nakoupit několik drobností. Její syn Bobby je dosud plný nadšení ze zážitku v zábavním parku „Mločí ráj“. Jensen se snaží Bobbymu a všem vykládat o tom, jak kdysi dávno s kapitánem Van Tochem mloky objevili a naučili prvním věcem, ale ostatní nechtějí jeho vyprávění – které již dávno znají – poslouchat. Sám pro sebe tedy Jensen zpívá svou píseň varující před krutými mloky (árie Jensena Každýmu bych to přál). Poté hovoří s Jacksonem o párku mladých lidí v koutě. Je to listonoš Fred Dalton a Minnie, dcera všemocného zástupce Salamander Syndikátu Oliviera Lascotta. Zde se scházejí bez vědomí Minniina otce, který jejich lásce nepřeje: jednak je Fred jen pošťák, jednak má rozvratné názory.
Minnie a Fred spolu v ústraní hovoří. Fred dívku ujišťuje o své lásce, ale Minnie namítá, že více než na ni myslí na mloky. Fred je totiž přesvědčen, že mloci jen čekají na příležitost, aby zaútočili na lidi, zatímco Minnie sdílí všeobecný názor, že mloci jsou neškodní a že blahobyt dříve upadajícího Morgan Bay je postaven na využívání jejich práce. Minnie varuje Freda, že ho pro jeho názory vyštvou z města, ale Jensen se vmísí do jejich hovoru a dává Fredovi za pravdu, že mloci jsou jen slizké krvelačné bestie. Jensenovy tirády zastaví těžařští dělníci Holton a Bromwell, kteří jej přemohou a vynesou z lokálu a varují i Freda, stejně jako Jackson. Fred i Minnie, která je na něj rozzlobená, odcházejí každý zvlášť.
Jackson pouští rádio a scénu přerušuje ukázka z muzikálu „Poseidón“ (ústřední melodie muzikálu „Poseidónova touha“ – Oceán je slané vody nekonečný lán), který je sám přerušován reklamními spoty. Muzikál přeruší vpád Oliviera Lascotta do Jacksonova dragstoru. Šéf Syndikátu hledá svou dceru a Freda. Když je nenajde, dává průchod své nenávisti k Fredovi ve výhrůžné árii (Já – Mám – Svědomí).
(2. obraz – Morgan Bay, sál místní radnice) Na veřejné schůzi čte Lascott protimločí manifest „X varuje!“. Současně hájí postoj Syndikátu a připomíná, že mlokům vděčí Morgan Bay za pokrok, zisk a úspěch a že mloci jsou plně pod kontrolou lidí. Lidé s ním vesměs souhlasí. Lascott veřejně označuje Freda za původce manifestu, protože se našel v jeho bytě. Fred autorství odmítá, neskrývá však, že s obsahem pamfletu souhlasí. Dav mu spílá a na Lascottův pokyn je Fred vypovídán z města. Lascott zve všechny na večerní veselici na náměstí a dává hrát „Těžařskou hymnu“ (Kdo se nám postaví?).
(3. obraz – Morgan Bay, pokoj v bytě Freda) Fred si balí zavazadlo a chystá se k opuštění Morgan Bay. Přesvědčuje Minnie, aby odešla s ním do hor, daleko od mloků (milostný duet Utečeme spolu).
(4. obraz – Náměstí v Morgan Bay) Fred se na odchodu setkává s Jensenem. Nabízí mu, aby jej následoval, ale starý námořník chce zůstat v blízkosti svého živlu – moře. Dav se mezitím po Lascottově uvítání začíná bavit (sbor Ten kdo pije s námi). Po straně se Lascott s Holtonem a Brownellem domlouvají na tom, že Freda před odchodem zbijí za vyučenou. Bavič uvádí zábavní program. Slovo mu sice na chvíli vezme Jensen (píseň Každýmu bych to přál), ale lidé ho brzy vypudí a bavič – po alegorickém průvodu mloků – ohlašuje hlavní hvězdu večera, zpěváka Billyho Binga. Ten zazpívá dvě písně (Kuplet – Dneska se vám všechno točí a To už je přece kapitál). Mikrofonu se na chvíli opět zmocní opilý Jensen s posměšnou písní (Ty starý časy). Rozvášněný dav jej strhne a v potyčce je Jensen zabit. Dav na chvíli strne, na bavičův pokyn je však brzy stržen vystoupením heavymetalové skupiny „Salamandři“ (Tapa Tapa Tana Masa). Zatímco dav šílí, chystají se Lascott, Holton a Brownell přepadnout Freda. Tu všechno dění zastaví vpád vlny tsunami, která zaplavuje Morgan Bay.

### 2. dějství
(Proměna – Svět pod vodou) Sbor utonulých zpívá „Píseň Leviathanovu“ o svém vodním hrobu (Voda – Duše – Pustá pláň).
(5. obraz – Vrtná plošina v zálivu, útroby) V místnosti uvnitř plošiny zpustošené výbuchem se probírá Fred (zpěv Výbuch. Ten výbuch!). Začíná si vzpomínat, co se stalo: zde se měl sejít s Minnie. Hledá v troskách kolem sebe, nalezne však jen Lascotta, který se přizná, že Minnie zamkl doma. Je nyní asi mrtva. Fred obviňuje z katastrofy mloky, ale Lascott to odbývá jako další ukázku Fredova stihomamu: podle něj šlo o zemětřesení. Podaří se jim zprovoznit rádio, v němž zprávy o neštěstí přerušuje zvláštní vysílání vůdce mloků – Chief Salamandera. Ten se hlásí k odpovědnosti za vlnu, lituje prý ztrát na životech a žádá lidstvo o vyklizení dalších oblastí ve prospěch mloků, kteří se rozmnožili natolik, že se jim nedostává moře. Lascott v zoufalství zničí přístroj. Fred přemítá nad tím, že jím tak dlouho předvídaná válka s mloky skutečně začala, a vinu lidí vidí v tom, že zapomněli, co je skutečný strach (recitativ a árie Válka. Je válka. … Kam se jen poděl starý dobrý strach?). Loscott z neštěstí – ztráty svého světa i své milované dcery – zešílel. Zdá se mu, že vidáí svou dceru jako čtyřleté děvčátko a obdarovává ji k narozeninám, hračky se však mění v příšery (scén Lascotta Uá! Minnie! Minnie!). Fred se snaží z místnosti proniknout ven, pak jej a Lascotta objevují mloci.
(6. obraz – Vrtná plošina v zálivu, temeno) Mločí armáda zpívá mločí hymnu (sbor Karcha dáášrí). Na trůně se objevuje Chief Salamander. K Fredovi a Lascottovi přivážejí klec s několika dalšími zachráněnými lidmi. Je mezi nimi i Minnie; radostně se setkává s Fredem, otec ji však nepoznává. Mloci je nechají všechny nastoupit do vrtulníku: podle poselství Chief Salamandera mají lidem vyřídit, že mloci nechtějí jejich smrt ani válku. Vrtulník odletí. Chief Salamander si sundává masku: je to člověk. Při něm skotačí Bobby, který se mezi mloky cítí jako doma. Chief Salamander se ho ptá, co dobýt příště, a mloci zpívají svou píseň (Tajemství naší duše je voda hluboká).

## Recenze
- Josef Herman, Divadelní noviny[2]
- Frank Kuznik, Hospodářské noviny